# Paweł Mróz
Paweł Mróz (ur. 18 marca 1984 w Tarnowie) – polski koszykarz występujący na pozycji środkowego, reprezentant kraju.

## Życiorys
Występował m.in. w Baskecie Kwidzyn, AZS Koszalin, Śląsku Wrocław, szwedzkim Norrköping Dolphins, słowackim BK 04 AC LB Spišská Nová Ves i czeskim Tuři Svitavy. Mierzy 214 cm wzrostu i jest jednym z najwyższych polskich koszykarzy. Mimo wysokiego wzrostu dobrze rzuca z dystansu, półdystansu oraz linii rzutów osobistych (w sezonie 2007/2008 50% za 3 i 74% za 1 punkt). W sezonie 2009/2010 jeden z najlepiej punktujących i zbierających zawodników słowackiej ekstraklasy.
W grudniu 2015 roku powrócił do Śląska Wrocław.
Brat Agaty Mróz-Olszewskiej i Katarzyny Mróz.

## Osiągnięcia
Drużynowe
- Wicemistrz Polski (2004)
- Brązowy medalista mistrzostw Polski (2003, 2008)
- Finalista pucharu Polski (2008)
- Uczestnik rozgrywek:
  - Euroligi (2003/2004)
  - FIBA Europe Cup (2015/2016)
  - Eurocup (2004/2005)

Indywidualne
(* – nagrody przyznane przez portal eurobasket.com)
- Zaliczony do I składu ligi słowackiej (2010)*[2]
- Uczestnik meczu gwiazd TBL vs NBL (2013)
- Lider ligi słowackiej w zbiórkach (2010)[2]

Reprezentacja
- Uczestnik:
  - mistrzostw Europy U–18 (2002 – 8. miejsce)
  - kwalifikacji do Eurobasketu:
    - U–18 (2002)
    - U–20 (2004)